# 160-talet

## Händelser
- I Rom börjar tvål bestående av fett, lime och aska att tillverkas år 160.
- Den första buddhistiska munken anländer till Kina år 160.
- Romersk–persiska krigen utkämpas 161–166.
- Galenos flyttar år 169 tillbaka till Rom för gott.

## Födda
- 31 augusti 161 – Commodus, kejsare av Rom.
- 164 – Macrinus, kejsare av Rom.
- 164 – Pupienus, kejsare av Rom.

## Avlidna
- 7 mars 161 – Antoninus Pius, kejsare av Rom
- 16, 17 eller 20 april 166 eller 167 – Anicetus, påve.
- Januari eller februari 169 – Lucius Verus, kejsare av Rom.